# Volleybal op de Paralympische Zomerspelen 2020
Op de XVIe Paralympische Zomerspelen die in de Japanse hoofdstad Tokio werden gehouden, was volleybal een van de 22 beoefende sporten. Deze editie van de Paralympische Spelen was vanwege de Coronapandemie met een jaar uitgesteld tot 2021. Het Volleybaltoernooi begon op 27 augustus en eindigde op 5 september 2021. De wedstrijden werd gespeeld in de sportlocaties:Makuhari Messe. Dit was de twaalfde keer dat het Volleybaltoernooi werd georganiseerd sinds de sport in 1976 een volwaardig onderdeel van de Paralympische Spelen werd.

## Kwalificatie
Bij zowel de mannen als de vrouwen waren er acht plaatsen voor het paralympisch zitvolleybaltoernooi. Gastland Japan was verzekerd van deelname aan beide evenementen. De overige zeven plaatsen werden opgevuld door de winnaars van de internationale Paralympische kwalificatietoernooien.

#### Mannen
| Toernooi                                          | Datum                  | Locatie   | Plaatsen | Gekwalificeerd             |
| ------------------------------------------------- | ---------------------- | --------- | -------- | -------------------------- |
| Gastland                                          | –                      | –         | 1        | Japan                      |
| 2018 Wereldkampioenschap ParaVolleybal            | 15 – 22 july 2018      | Den Haag  | 2        | Iran Bosnië en Herzegovina |
| ParaVolley kampioenschappen Azië-Oceanië 2019     | 10 – 15 juny 2019      | Bangkok   | 1        | China                      |
| Europese Kampioenschappen ParaVolley mannen 2019  | 15 – 20 july 2019      | Boedapest | 1        | RPC                        |
| Parapan-Amerikaanse Spelen 2019                   | 23 – 28 augustus 2019  | Lima      | 1        | Brazilië                   |
| Afrikaanse Kampioenschappen ParaVolley 2019       | 19 – 22 september 2019 | Kigali    | 1        | Egypte                     |
| Paralympisch kwalificatietoernooi ParaVolley 2020 | 1 – 5 juny 2021        | Duisburg  | 1        | Duitsland                  |
| Totaal                                            |                        |           | 8        |                            |

#### Vrouwen
| Toernooi                                          | Datum                  | Locatie   | Plaatsen | Gekwalificeerd       |
| ------------------------------------------------- | ---------------------- | --------- | -------- | -------------------- |
| Gastland                                          | –                      | –         | 1        | Japan                |
| 2018 Wereldkampioenschap ParaVolleybal            | 15 – 21 july 2018      | Den Haag  | 2        | RPC Verenigde Staten |
| ParaVolley kampioenschappen Azië-Oceanië 2019     | 10 – 15 juny 2019      | Bangkok   | 1        | China                |
| Europese Kampioenschappen ParaVolley vrouwen 2019 | 15 – 20 july 2019      | Boedapest | 1        | Italië               |
| Parapan-Amerikaanse Spelen 2019                   | 23 – 28 augustus 2019  | Lima      | 1        | Brazilië             |
| Afrikaanse Kampioenschappen ParaVolley 2019       | 19 – 22 september 2019 | Kigali    | 1        | Rwanda               |
| Paralympisch kwalificatietoernooi ParaVolley 2020 | 25 – 29 februari 2020  | Halifax   | 1        | Canada               |
| Totaal                                            |                        |           | 8        |                      |

## Medailles
| Onderdeel | Goud | Goud | Zilver | Zilver | Brons | Brons |
| --------- | ---- | --- | ------ | --- | ----- | --- |
| mannen    | IRI  | Meysam Alipour Davoud Alipourian Mahdi Babadi Sadegh Bigdeli Hossein Golestani Mohammad Hossein Hosseini Majid Lashkari Sanami Mehrzad Mehravan Morteza Mehrzad Mohammad Nemati Morteza Ramezani Gerakoei Ramezan Salehi Hajikolaei | RPC    | Aleksandr Baichik Anatolii Krupin Andrei Lavrinovich Viktor Milenin Vladimir Pankratov Sergei Pozdeev Aleksandr Reznichenko Aleksandr Savichev Denis Shestakov Aleksei Volkov Evgenii Volosnikov Ilnar Zinnatullin | BIH   | Safet Alibašić Jasmin Brkić Nizam Čančar Stevan Crnobrnja Sabahudin Delalić Mirzet Duran Ismet Godinjak Dževad Hamzić Ermin Jusufović Adnan Manko Asim Medić                                    |
| vrouwen   | USA  | Whitney Dosty Heather Erickson Annie Flood Kathryn Holloway Kaleo Kanahele Maclay Monique Matthews Nichole Millage Emma Schieck Alexis Shifflett Lora Webster Jillian Williams Bethany Zummo                                        | CHN    | Gao Wenwen Gong Bin Hu Huizi Lyu Hongqin Qiu Junfei Tang Xuemei Wang Li Wang Yanan Xu Yixiao Zhang Lijun Zhang Xufei Zhao Meiling                                                                                  | BRA   | Gizele Maria Dias Nurya Silva Nathalie Silva Edwarda Dias Ana Luísa Aparecida Jani Freitas Luiza Guisso Fiorese Adria Silva Camila Leiria Bruna Nascimento Lima Pâmela Pereira Laiana Rodrigues |